# Aegle (vlinders)
Aegle is een geslacht van vlinders uit de familie uilen (Noctuidae).
De soorten komen voor in Europa.

## Soorten
Deze lijst van 18 stuks is mogelijk niet compleet.
- A. agatha (Staudinger, 1861)
- A. diatemna (Boursin, 1962)
- A. eberti (Boursin, 1969)
- A. exquisita (Boursin, 1969)
- A. exsiccata (Warren & Rothschild, 1905)
- A. gratiosa (Staudinger, 1891)
- A. hedychroa (Turner, 1904)
- A. kaekeritziana (Hübner, 1799)
- A. lineata (Sukhareva, 1978)
- A. margarita (Boursin, 1961)
- A. nubila (Staudinger, 1891)
- A. pallida (Staudinger, 1892)
- A. rebeli (Schawerda, 1923)
- A. semicana (Esper, 1798)
- A. subflava (Erschoff, 1874)
- A. vartianorum (Boursin, 1969)
- A. vespertalis (Hübner, 1818)
- A. vespertinalis (Rambur, 1858)